# Григорьева, Валентина Степановна
Валентина Степановна Григорьева (17 июля 1926 — 13 декабря 1972) — колхозница в колхозе «Дружба». Герой Социалистического Труда (1950).

## Биография
Родилась 17 июля 1926 года в селе Чубаево (ныне Урмарский район, Чувашия) в крестьянской семье. В 1941 году окончила семь классов сельской школы, после чего вступила в колхоз «Дружба», где занималась выращиванием зерновых культур. В 1947 году Валентина Григорьева возглавила звено, которое состояло из 12 человек и в первый же год получило урожай по 25 центнеров ржи с гектара. По итогам работы 1949 года звеном Валентины Григорьевой был получен урожай ржи по 30,3 центнера с гектара на площади 12,5 гектара.
Указом Президиума Верховного Совета СССР от 13 июля 1950 года за получение высоких урожаев пшеницы и ржи в 1949 году Валентина Степановна Григорьева была удостоена звания Герой Социалистического Труда с вручением ордена Ленина и медали «Серп и Молот».
Четыре последующих года звено которое возглавляла Валентина Григорьева было лучшим в Урмарском районе. С 1951 года была председателем Чубаевского сельского Совета. Жила в родном селе, где и скончалась 13 декабря 1972 года.

## Награды
- Золотая медаль «Серп и Молот» (13 июля 1950 — № 5442)[1];
- Орден Ленина (13 июля 1950 — № 125621)[1];
- также ряд медалей[1].